# Studia Hercynia
Studia Hercynia jsou odborným recenzovaným časopisem Ústavu pro klasickou archeologii Filozofické fakulty Univerzity Karlovy. Zaměřují se na studium materiální kultury starověku, vztahy mezi Středomořím a střední Evropou, tradici starověkého umění v evropské kultuře a další relevantní oblasti s cílem propagovat klasickou archeologii a příbuzné disciplíny v České republice i v mezinárodním kontextu. 
Jako všechny časopisy z produkce Vydavatelství Filozofické fakulty Univerzity Karlovy vychází i časopis Studia Hercynia od roku 2015 zcela v režimu Open Access a jeho digitální podoba je tedy čtenářům volně dostupná z webových stránek.